# Randado, ville sans loi
Pour plus de détails, voir Fiche technique et Distribution.
Randado, ville sans loi (Border Shootout) est un film américain, sorti en 1990.

## Fiche technique
- Titre original : Border Shootout
- Titre français : Randado, ville sans loi
- Réalisation : Chris McIntyre
- Scénario : Chris McIntyre d'après le roman d'Elmore Leonard
- Pays d'origine : États-Unis
- Format : Couleurs - Mono
- Genre : western
- Durée : 110 minutes
- Date de sortie : 1990

## Distribution
- Glenn Ford : Shériff John Danaher
- Michael Ansara :Chuluha
- Michael Forest : Earl Beaudry
- Russell Todd (en) : Clay Jordan
- Michael Horse : Dandy Jim
- Cody Glenn (en) : Kirby Frye
- Charlene Tilton : Edith Hanasain
- Sergio Calderón : Rustler
- Danny Nelson : Harold Mendez